# 海明威鱼属
海明威鱼属是一类已灭绝的旗鱼类，生存于古新世（赞尼特期，约5800万年前）海洋中，它的化石发现于土库曼斯坦。

## 词源学
长枪海明威鱼的属名是为了纪念美国作家欧内斯特·海明威，他在中篇小说《老人与海》描述了一位古巴老渔夫与一条巨大的马林鱼之间令人难忘的故事；种加名则来源于古代马其顿王国和希腊军队使用的萨里沙长矛 。

## 描述
长枪海明威鱼的外形与现生雨伞旗鱼的幼鱼非常类似，细长的身体体长可达30-40厘米（12-16 英寸）。长度几乎与体长相当的第一背鳍很高，第一臀鳍同样很高，但短于第一背鳍。第二背鳍和第二臀鳍都非常低矮而且短。第一臀鳍附着于第八椎骨前方下端靠近肛门的位置。胸鳍小，缺少腹鳍。上下颌细长，吻部主要由与前上颌骨分离的上颌前突构成，下颌略短于上颌吻部，上下颌均长有细小的刷子状小尖齿。尾鳍骨上有两个独立的Hypuralia（辐鳍鱼尾鳍处的支撑单元），尾鳍呈叉状。
海明威鱼属有30到40块椎骨，其中各有15到20块分别支撑腹部和尾柄，尾柄处的最后五到六块椎骨有侧突。六排纵向鳞片覆盖了海明威鱼属头部眼眶以后的部分和身体两侧。

## 分类
海明威鱼属属于单型的海明威鱼科，被认为是剑鱼亚目中最古老的代表。Sytchevskaya和普罗科菲耶夫（Prokofiev）于2002年进行的一项研究表明，海明威鱼科可能是旗鱼科的姐妹群。

## 古生态学
海明威鱼属可能生存于远洋带上层，但它并非活跃的掠食者。海明威鱼属的身体构造表明，它会在远洋海域的吹送流中游弋，依靠短暂加速爆发的方式捕食猎物。

## 脚注
1. 1 2  Prokofiev, A. M. 2004. Caudal skeleton of the enigmatic Upper Paleocene xiphioid fish Hemingwaya sarissa Sytchevskaya and Prokofiev, 2002; a new interpretation, with some emendations to the diagnosis of the family (teleostei: Xiphioidea: hemingwayidae). Zoosystematica Rossica 13: 125–127.
2. ↑  Sytchevskaya, E. K. and A. M. Prokofiev. 2002. First findings of Xiphioidea (Perciformes) in the late Paleocene of Turkmenistan. J. Ichthyol. 42: 227–237.